# سلیمان بن بنین
سلیمان بن بنین دقیقی مصری (زاده؟ - درگذشته ۱۲۱۶ (میلادی)) (نسب کامل: تقی‌الدین ابو عبدالغنی سلیمان بن بنین دقیقی نحوی مصری) زبان‌شناس، نویسنده و ادیب مصری بود. در نحو، بلاغت، عروض، ادبیات، شعر، خط، فقه و اخلاق آثاری نگاشت.

## آثار
- اتّفاق المبانی و افتراق المعانی
- لُباب الألباب فی شرح الکتاب
- الإعجاز و الإیجاز فی المعانی
- أخلاق الکرام و أخلاق اللئام
- الدّرة الأدبیة فی نُصرة العربیة
- دلائل الأفکار فی فضائل الأشعار
- البسط فی أحکام الخط
- الروض الأریض فی أوزان القریض
- کمال المَزِیّة فی احتمال الرَزِیّة
- الوافی فی علم القوافی